# فرودگاه ویمه-کوهالا
فرودگاه ویمه-کوهالا  (به انگلیسی: Waimea-Kohala Airport) یک فرودگاه همگانی باربری با کد یاتا MUE است که یک باند فرود آسفالت دارد و طول باند آن ۱۵۸۴ متر است. این فرودگاه در کشور ایالات متحده آمریکا قرار دارد و در ارتفاع ۸۱۴ متری از سطح دریا واقع شده است.